# 南极甲螨
南极甲螨（學名：Alaskozetes antarcticus）是一种非寄生的螨，可在零下的温度下存活。
本種屬的學名来自其栖地阿拉斯加，種小名則表示其亦生長於南极，皆為低溫寒冷的環境。大多数节肢动物都生活在炎热潮湿的环境中，但是南极甲螨却在寒冷且濕度極低的条件下生存，目前尚不清楚南极甲螨如何能够适应与其他节肢动物不同的环境。。本種有三個亞種，分別是A. antarcticus antarcticus、A. antarcticus grandjeani與A. antarcticus intermedius。

## 饮食
本種以苔蘚、藻类與真菌為食，不像其他蟎蟲會吸血，故對人类和大型動物无害。